# Carlos Bessa
Carlos Eduardo Bessa de Sá (Tefé, 22 de maio de 1984), mais conhecido como Carlinhos Bessa, é um político brasileiro filiado ao Partido Verde (PV). Atualmente, cumpre seu segundo mandato como deputado estadual do Amazonas.

## Trejetória política
Em 7 de outubro de 2018, Carlinhos Bessa foi eleito deputado estadual do Amazonas pelo Partido Verde (PV). Após a apuração, ele recebeu 16.175 votos, sendo o 28º candidato com maior número de votos do Amazonas.
Em 2 de outubro de 2022, Carlinhos foi reeleito deputado estadual do Amazonas pelo PV. Ao fim da eleição, ele recebeu 37.131 votos, ficando em 9º lugar.

### Desempenho em eleições
| Ano  | Eleição              | Partido | Candidato a       | Votos  | %    | Resultado | Observações         | Ref.  |
| ---- | -------------------- | ------- | ----------------- | ------ | ---- | --------- | ------------------- | ----- |
| 2018 | Estadual no Amazonas | PV      | Deputado estadual | 16.175 | 0,91 | Eleito    | Eleito em 28º lugar | [ 1 ] |
| 2022 | Estadual no Amazonas | PV      | Deputado estadual | 37.131 | 1,88 | Eleito    | Eleito em 9º lugar  | [ 2 ] |